# Ploceus nigerrimus
El tejedor de Vieillot (Ploceus nigerrimus) es una especie de ave paseriforme de la familia Ploceidae propia de África central. Su nombre común conmemora a su descubridor, el ornitólogo francés Louis Jean Pierre Vieillot.

## Descripción

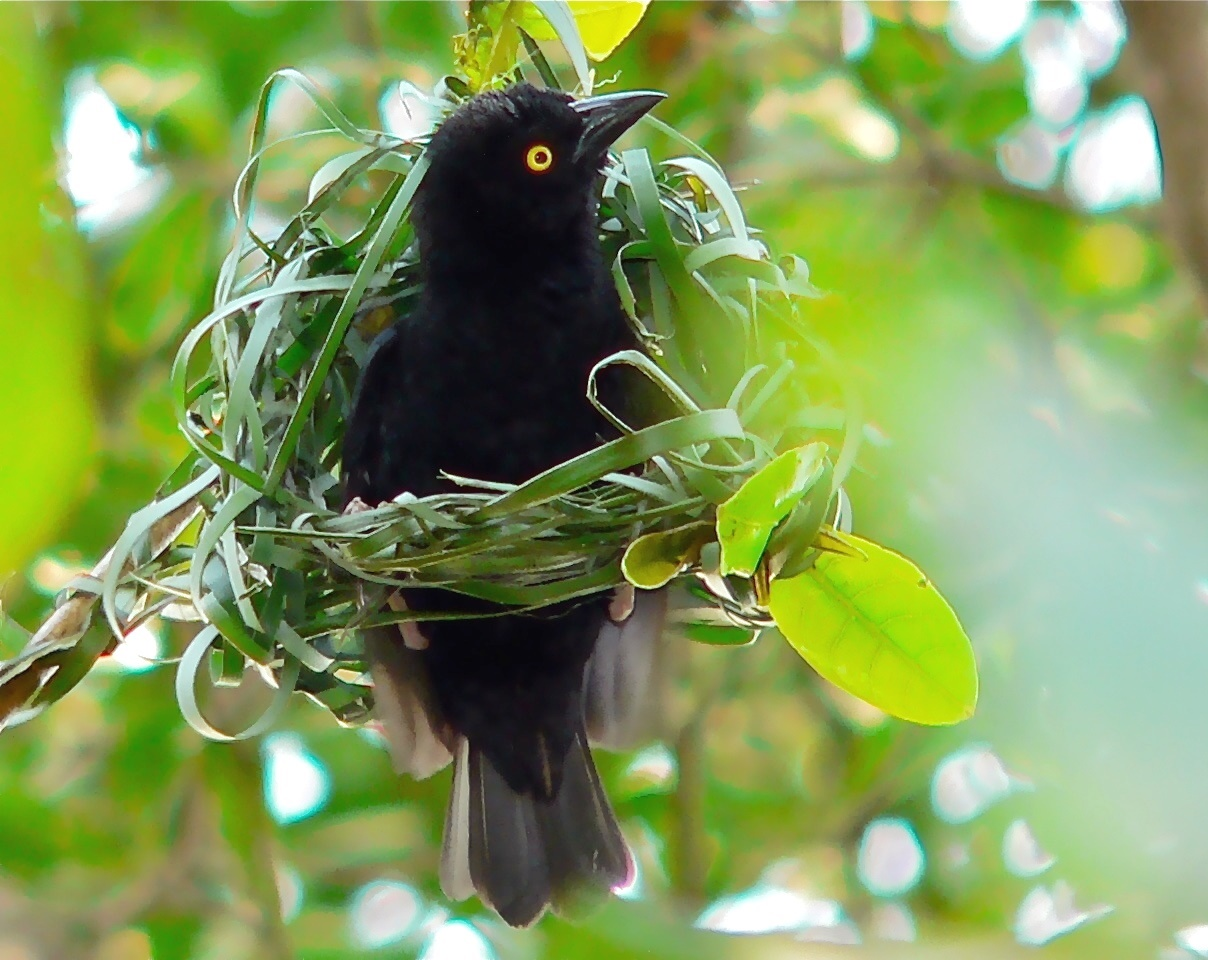
Macho construyendo su nido.

El tejedor de Vieillot mide alrededor de 17 cm de largo. Los machos de la subespecie nominal tinen el plumaje totalmente negro. El iris de sus ojos es amarillo, su pico es negro, y sus patas son parduzcas o grisáceas. Las hembras, en cambio, tienen las partes superiores pardo oliváceas y las inferiores ocráceas. Los machos de las subespecie P. n. castaneofuscus tienen la cabeza, el pecho, las alas y la cola de color negro, pero su espalda, obispillo y vientre son de color castaño.

## Taxonomía
Fue descrito científicamente por Louis Jean Pierre Vieillot en 1819.
Se reconocen dos subespecies:
- P. n. castaneofuscus Lesson, 1840 - se encuentra de Sierra Leona al sur de Nigeria;
- P. n. nigerrimus Vieillot, 1819 - se extiende del sureste de Nigeria hasta Sudán del Sur, Uganda, el oeste de Kenia y Tanzania, y el sur de la República Democrática del Congo y Angola.

## Distribución y hábitat
Se encuentra en los bosques tropicales de África central.